# Letland op het Eurovisiesongfestival 2020
Letland zou deelnemen aan het Eurovisiesongfestival 2020 in Rotterdam, Nederland. Het zou de 21ste deelname van het land aan het Eurovisiesongfestival geweest zijn. LTV was verantwoordelijk voor de Letse bijdrage voor de editie van 2020.

## Selectieprocedure
De selectie voor de Letse bijdrage aan het Eurovisiesongfestival werd net als de voorbije jaren via een nationale preselectie geselecteerd, getiteld Supernova. De Letse publieke omroep startte de inschrijvingen voor zesde editie van Supernova op 10 oktober 2019. Geïnteresseerden kregen tot 20 november de tijd om een inzending op te sturen. Uiteindelijk ontving LTV 126 bijdragen. Een interne jury koos vervolgens 26 acts die werden uitgenodigd voor een liveauditie. Hierna koos de vakjury negen acts die mochten aantreden in Supernova 2020. In tegenstelling tot de voorgaande jaren werden er geen voorrondes georganiseerd.
Supernova 2020 vond plaats op 8 februari 2020 en werd gepresenteerd door Toms Grēviņš, Ketija Šēnberga en Beta Beidz. Het grote publiek kon via televoting en een stemming via het internet bepalen wie Letland zou vertegenwoordigen op het Eurovisiesongfestival 2020. De keuze viel uiteindelijk op Samanta Tīna met Still breathing.

## Supernova 2020
8 februari 2020
| Plaats | Artiest         | Lied                    | Stemmen |
| ------ | --------------- | ----------------------- | ------- |
| 1      | Samanta Tīna    | Still breathing         | 35,42 % |
| 2      | Katrīna Dimanta | Heart beats             | 28,12 % |
| 3      | Annna           | Polyester               | 16,83 % |
| 4      | Miks Dukurs     | I'm falling for you     | 7,35 %  |
| 5      | Bad Habits      | Sail with you           | 4,06 %  |
| 6      | Seleste         | Like me                 | 2,82 %  |
| 7      | Edgars Kreilis  | Tridymite               | 2,46 %  |
| 8      | Katrīna Bindere | I will break your heart | 1,52 %  |
| 9      | Driksna         | Stay                    | 1,42 %  |

## In Rotterdam
Letland zou aantreden in de tweede halve finale op donderdag 14 mei. Het Eurovisiesongfestival 2020 werd evenwel geannuleerd vanwege de COVID-19-pandemie.
2000 · 2001 · 2002 · 2003 · 2004 · 2005 · 2006 · 2007 · 2008 · 2009 · 2010 · 2011 · 2012 · 2013 · 2014 · 2015 · 2016 · 2017 · 2018 · 2019 · 2020 · 2021 · 2022 · 2023 · 2024 · 2025
Albanië · Armenië · Australië · Azerbeidzjan · België · Bulgarije · Cyprus · Denemarken · Duitsland · Estland · Finland · Frankrijk · Georgië · Griekenland · Ierland · IJsland · Israël · Italië · Kroatië · Letland · Litouwen · Malta · Moldavië · Nederland · Noord-Macedonië · Noorwegen · Oekraïne · Oostenrijk · Polen · Portugal · Roemenië · Rusland · San Marino · Servië · Slovenië · Spanje · Tsjechië · Verenigd Koninkrijk · Wit-Rusland · Zweden · Zwitserland